# Číhaň
Číhaň (deutsch Tschihan, früher Czihan) ist eine Gemeinde in Tschechien. Sie liegt zwölf Kilometer südöstlich von Klatovy und gehört zum Okres Klatovy.

## Geographie

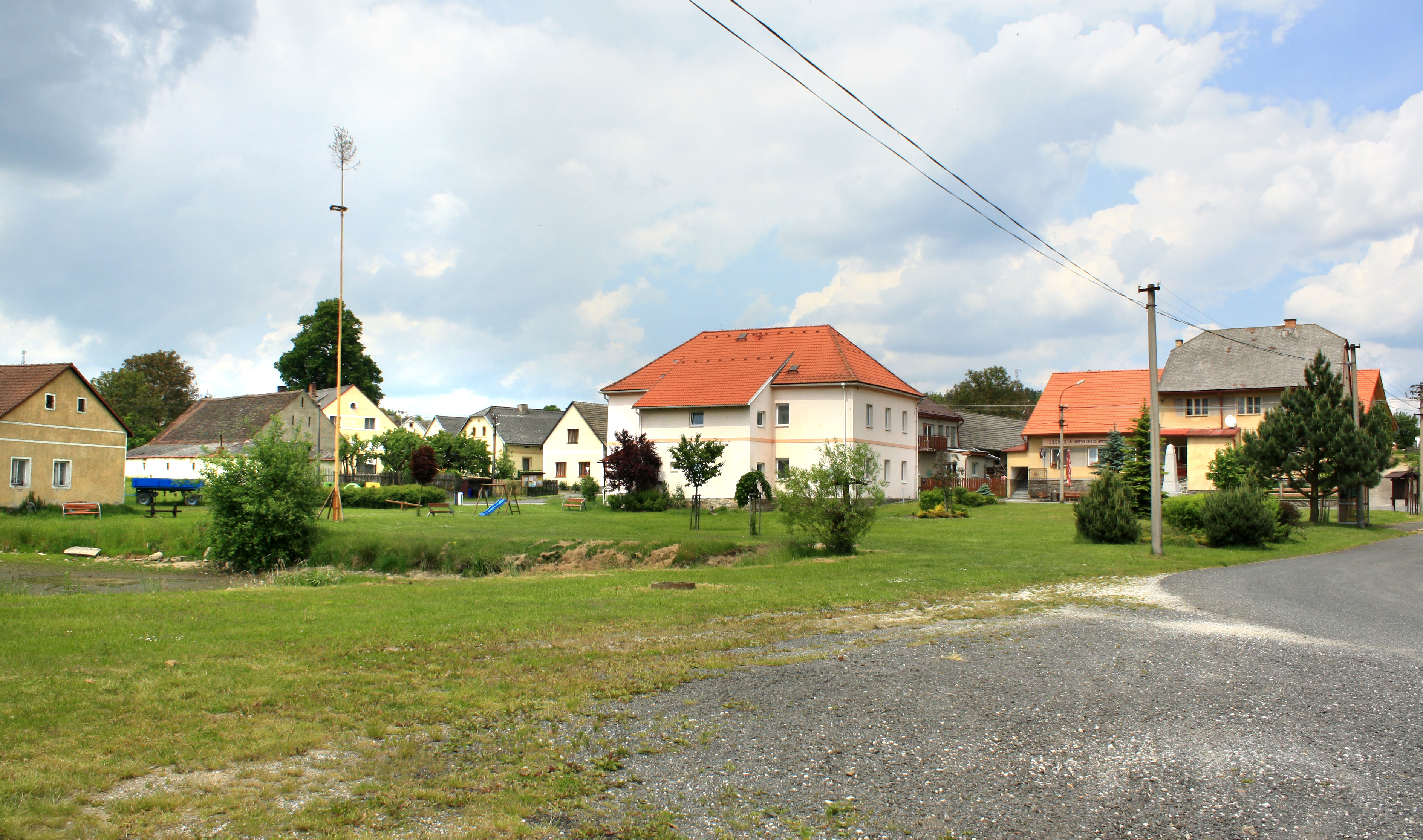
Dorfplatz von Číhaň

Číhaň befindet sich am Oberlauf der Bradlava in der Blatenská pahorkatina (Bergland von Blatna). Nördlich erheben sich die Pavlova hora (673 m) und die Škalice (670 m), im Nordosten der Stříbrník (623 m), südöstlich der Stražún (674 m) und der Okrouhlík (671 m), im Süden der Jedlový kopec (692 m) und die Hůrky (698 m), südwestlich die Drkolná (729 m), im Westen der Boušový (700 m) sowie nordwestlich der Smetanec (690 m) und die Rovná (724 m). Gegen Norden erstreckt sich der Naturpark Plánický hřeben. Nördlich von Číhaň verläuft die Straße I/22 zwischen Klatovy und Horažďovice, östlich die II/187 zwischen Plánice und Kolinec.
Nachbarorte sind Zdebořice, V Hájovně, Kvasnice und Vracov im Norden, Křížovice, Hnačov und Skránčice im Nordosten, Nová Hospoda, Plánička, Vlčnov und Zavlekov im Osten, Mladice, Suchá, Valcha, Buršice, Brod und Smrčí im Südosten, Vlčkovice, Kolinec und Mlázovy im Süden, Lukoviště, Boříkovy und Hradiště im Südwesten, Nový Dvůr und Těšetiny im Westen sowie Lhůta, Nový Čestín, Kocourov und Bystré im Nordwesten.

## Geschichte
Die erste Erwähnung von Číhaň erfolgte in einer zum Ende des 15. Jahrhunderts verfassten Chronik als Teil der den von Sternberg gehörigen Herrschaft Planitz-Grünberg. Erstmals urkundlich erwähnt wurde Czihan 1552 in der böhmischen Landtafel. Im Jahre 1601 erwarb der Besitzer der Güter Brod, Vlčkovice und Kolinec, Zdislav Jindřich Vintíř von Vlčkovice, das Dorf. Ab 1615 besaß Anna Vintíř von Chudenice Czihan. In den 1620er Jahren kaufte Wilhelm Albrecht Kolowrat-Krakowsky das Dorf und schlug es seiner Herrschaft Teinitzl zu. Im Theresianischen Kataster von 1775 sind für Czihan 26 Anwesen aufgeführt. Bis zur Mitte des 19. Jahrhunderts blieb das Dorf nach Teinitzl untertänig.
Nach der Aufhebung der Patrimonialherrschaften bildete Číhaní/Czihan ab 1850 mit den Ortsteilen Nový Dvůr und Plánička eine Gemeinde im Gerichtsbezirk Planitz. Ab 1868 gehörte die Gemeinde zum Bezirk Klattau. Zum Ausgang des 19. Jahrhunderts trug die Gemeinde den Namen Číháň. Die Straße nach Kolinec wurde 1885 gebaut. 1889 bildete sich die Freiwillige Feuerwehr. Im Jahre 1893 nahm in Číháň eine zweiklassige Dorfschule den Unterricht auf. In dieser Zeit wurde die Steinbrecherei neben der Land- und Forstwirtschaft zu einer der Haupterwerbsquellen des Dorfes. Der in den Granitbrüchen gewonnene Stein wurde zu Straßenpflaster verarbeitet. Zu Beginn des 20. Jahrhunderts wurde der Ort als Číhaň t. Čihaní bezeichnet. Der heutige Name Číhaň wird seit 1924 verwendet. Im Jahre 1961 erfolgte die Eingemeindung von Zdebořice (mit Křížovice und Vracov). Zwischen 1980 und 1990 war Číhaň nach Plánice eingemeindet. Seit dem 24. November 1990 besteht die Gemeinde Číhaň wieder. Das stark baufällige Schulhaus wurde 2004 saniert und Wohnungen eingebaut. 2007 entstand im Oberdorf ein Freibad. Der Dorfplatz wurde 2009 neu gestaltet, im selben Jahre erhielt auch das Gemeindeamt eine neue Fassade.

## Gemeindegliederung

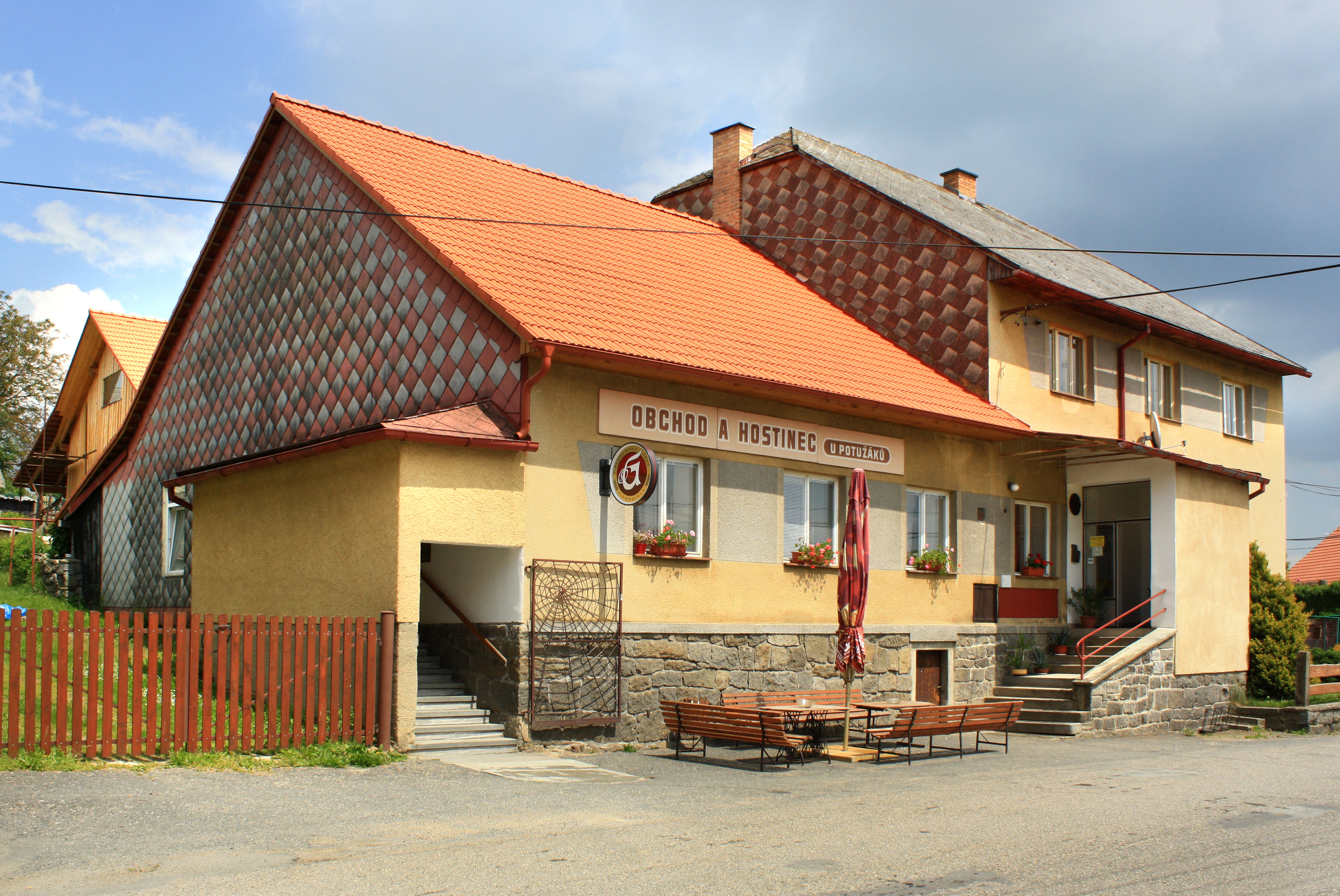
Gaststätte und Laden in Číhaň

Die Gemeinde Číhaň besteht aus den Ortsteilen Číhaň (Tschihan), Nový Dvůr (Neuhof) und Plánička (Planitschka). Grundsiedlungseinheiten sind Číhaň und Plánička.
Das Gemeindegebiet gliedert sich in die Katastralbezirke Číhaň und Plánička.

## Sehenswürdigkeiten

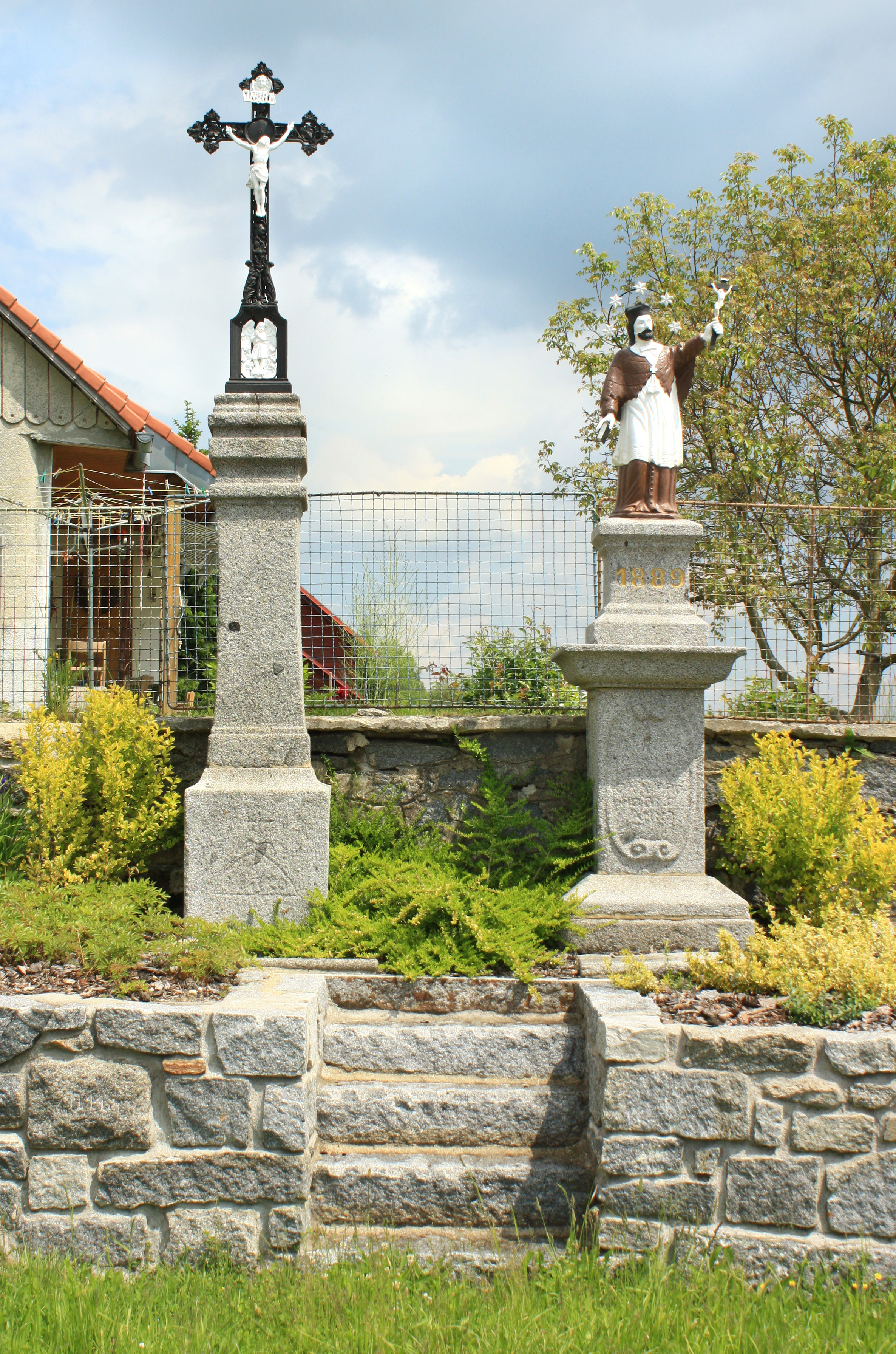
Kruzifix und Denkmal des hl. Johannes von Nepomuk

- Kruzifix und Denkmal des hl. Johannes von Nepomuk, nördlich von Číhaň über dem Abzweig von der Fernstraße 22
- Kapelle in Plánička
- Glockenturm auf dem Dorfplatz von Číhaň
- Gedenkstein für die Gefallenen des Ersten Weltkrieges auf dem Dorfplatz von Číhaň
- Geschützter Lindenbaum auf dem Hof Nr. 40 am Gemeindeamt
- Drkolná (729 m), höchste Erhebung der Blatenská pahorkatina

## Söhne und Töchter der Gemeinde
- Josef Kovařík (* 1855), Landwirt, Autor und Mitglied des Böhmischen Landtags